# Zaboer
De Zaboer of Zabur wordt door veel geleerden gelijkgesteld met de Psalmen en is volgens de Koran een van de heilige boeken die geopenbaard zijn door God vóór de Koran. Het woord zaboer is het Arabische equivalent van het Hebreeuwse woord zimra. Het Hebreeuwse woord heeft de betekenis van "zang, muziek of liederen".

## Introductie
De Zaboer is een verzameling oude gezangen en geestelijke liederen. Ze waren oorspronkelijk bedoeld om gezongen te worden, niet om gereciteerd of gelezen te worden. De Zaboer was een boek dat ook gebruikt werd bij de Tempel van Salomo in Jeruzalem. Vaak wordt het daarom Davids Zaboer  genoemd (of de Psalmen van David). David heeft niet het hele boek geschreven, maar er waren meerdere profeten en schrijvers die bijgedragen hebben aan de creatie van de Psalmen. David heeft echter wel meer liederen geschreven dan enig ander. Anderen die bijgedragen hebben zijn bijvoorbeeld Salomo en Asaf. Aan het begin van een hoofdstuk staat soms wie het hoofdstuk geschreven heeft.

## Zaboer in de Koran
In de Koran wordt 'Zaboer' vier keer genoemd. Over de inhoud van de Zaboer is vanuit de Koran weinig bekend, behalve dat het was geopenbaard aan David, koning van Israël en dat in de geschriften is geschreven "Mijn rechtvaardige dienaren de aarde zullen erven". In bijvoorbeeld de Engelstalige vertaling van Yusuf Ali staat expliciet dat dit een verwijzing is naar de Zaboer. De vier tekstplaatsen: 
- En voorwaar, hij (de Koran) is zeker (aangekondigd) in de Schriften (zaboer) (psalm) van de vroegeren. (Soera De Dichters 196)
- Waarlijk, Wij hebben u de openbaring gezonden, zoals Wij Noach en de profeten na hem openbaring zonden en Wij gaven een openbaring aan Abraham en Ismaël en Izaäk en Jacob en de stammen; en aan Jezus, Job, Jonas, Aäron en Salomo en Wij gaven David de psalmen. (Soera De Vrouwen 163)
- En uw Heer kent het best al hetgeen in de hemelen en op aarde is. En Wij hebben sommige profeten boven de anderen doen uitmunten en aan David hebben Wij Zaboer (de Psalmen) geschonken. (Soera De Nachtreis 55)
- En voordien hebben Wij na de Vermaning in de geschriften geschreven dat Mijn rechtvaardige dienaren de aarde zullen erven. (Soera De Profeten 105)

## Parallel van Soera De Profeten 105 met Psalmen
De laatste verwijzing van de Koran naar "de geschriften" of "Zaboer" (in bv. Yusuf Ali) wekt belangstelling omdat deze tekst lijkt op Psalm 37:29 dat zegt:
- "De rechtvaardigen zullen het land bezitten en het bewonen, hun leven lang. " (NBV2004) of
- "De rechtvaardigen beërven het land en wonen daarin voor immer". (NBG51).

Volgens Ahrens (1930) wordt hier een deel van een psalm aangehaald, in het bijzonder Psalm 37. Zijn conclusie is dat hier sprake is van een zeldzame taalkundige gelijkheid met de Hebreeuwse Bijbel.
Sommige geleerden denken dat het een verwijzing kan zijn naar Exodus 32:13 waar staat:
- "Denk toch aan uw dienaren Abraham, Isaak en Israël, aan wie u onder ede deze belofte hebt gedaan: 'Ik zal jullie zo veel nakomelingen geven als er sterren aan de hemel zijn, en het hele gebied waarvan ik gesproken heb zal ik hun voor altijd in bezit geven.’"

## Zaboer in de Hadith
De Zaboer wordt één keer genoemd in de Hadithverzameling van Al-Bukhari, die door de meeste moslims als authentiek wordt gezien. De Engelse vertaling hiervan luidt:

Narrated Abu Huraira:

The Prophet said, "The reciting of the Zabur (i.e. Psalms) was made easy for David. He used to order that his riding animals be saddled, and would finish reciting the Zabur before they were saddled. And he would never eat except from the earnings of his manual work." (deel 4, boek 55, nummer 628)